# Países Bajos en los Juegos Olímpicos de Barcelona 1992
Los Países Bajos estuvieron representados en los Juegos Olímpicos de Barcelona 1992 por un total de 201 deportistas que compitieron en 20 deportes.  
La portadora de la bandera en la ceremonia de apertura fue la jugadora de hockey sobre hierba Carina Benninga.

## Medallistas
El equipo olímpico neerlandés obtuvo las siguientes medallas:
| Nombre                                                                                                  | Deporte           | Competición           |
| --- | ----------------- | --------------------- |
| Oro |                   |                       |
| Ellen van Langen                                                                                        | Atletismo         | 800 m F               |
| Jos Lansink (Egano) Piet Raymakers (Ratina Z) Jan Tops (Top Gun) Bert Romp (Waldo E)                    | Hípica            | Saltos por eqs.       |
| Plata                                                                                                   |                   |                       |
| Orhan Delibaş                                                                                           | Boxeo             | Superwélter (71 kg) M |
| Léon van Bon                                                                                            | Ciclismo en pista | Carrera por puntos M  |
| Erik Dekker                                                                                             | Ciclismo en ruta  | Ruta M                |
| Piet Raymakers (Ratina Z)                                                                               | Hípica            | Saltos ind.           |
| Anky van Grunsven (Bonfire) Ellen Bontje (Larius) Tineke Bartels (Courage) Annemarie Sanders (Montreux) | Hípica            | Doma por eqs.         |
| Equipo                                                                                                  | Voleibol          | Torneo M              |
| Bronce                                                                                                  |                   |                       |
| Arnold Vanderlyde                                                                                       | Boxeo             | Pesado (91 kg) M      |
| Ingrid Haringa                                                                                          | Ciclismo en pista | Velocidad ind. F      |
| Monique Knol                                                                                            | Ciclismo en ruta  | Ruta F                |
| Theo Meijer                                                                                             | Judo              | –95 kg M              |
| Irene de Kok                                                                                            | Judo              | –72 kg F              |
| Nicolaas Rienks Henk-Jan Zwolle                                                                         | Remo              | Doble scull (M2x) M   |
| Dorien de Vries                                                                                         | Vela              | Lechner F             |